# Sébastien de Luxembourg-Martigues
Pour les articles homonymes, voir Sébastien de Luxembourg (homonymie).
Sébastien de Luxembourg-Martigues, né vers 1530, tué le 19 novembre 1569 au siège de Saint-Jean-d'Angély, est un militaire français. Pair de France et gouverneur de Bretagne,  surnommé le chevalier sans peur, il a participé notamment aux guerres de religion.

## Vie familiale
Fils de François de Luxembourg et de Charlotte de Brosse, fille de René de Brosse et sœur de Jean IV de Brosse comte de Penthièvre et duc d'Etampes. Son nom vient du fait qu'il était un descendant de 10e génération de Henri V, comte de Luxembourg, appartenant donc à la branche française de la maison de Luxembourg.
Vicomte-prince de Martigues et comte de Penthièvre depuis 1559, il fut créé duc de Penthièvre par le roi Charles IX de France le 15 septembre 1569.
Il avait épousé à Meaux vers janvier 1561 Marie de Beaucaire (1535-1613) dont il eut deux filles :
- Jeanne
- Marie (1562-1623) épouse en 1575 ou 1579 Philippe-Emmanuel de Lorraine, duc de Mercœur (1558-1602),

Il eut à son service des membres de la maison de Sales.

## Carrière militaire

### Dixième guerre d’Italie
Son premier fait militaire d'importance est sa participation au siège de Metz où est présente une grande partie de la noblesse française. Assiégés par le duc d'Albe, les Français résistent quatre mois avant que les Espagnols ne se replient en janvier 1553.
Il rejoint ensuite les places de Térouanne puis d'Hesdin où il parvient à éviter la capture après la prise de ces villes.
En 1558, il aide le duc de Guise à reprendre Calais puis Guînes.

### Secours à Marie de Guise
En 1559-1560, il participe à l'expédition française en Écosse destinée à soutenir Marie de Guise, régente pour sa fille Marie Stuart. L'expédition compte environ 1 800 hommes. Le vicomte de Martigues assure le commandement d'un millier d'entre eux. Les Français, très inférieurs numériquement, furent contraints à la capitulation à Leith.

### Guerres de religion
En 1562, après le siège de Rouen, Sébastien de Luxembourg remplace le comte de Randon comme colonel-général de l'infanterie et se distingue à la bataille de Dreux où il porte une attaque décisive contre l'amiral de Coligny.
Il est nommé gouverneur de Bretagne en 1565. Il se ligue avec les extrémistes catholiques dès sa prise de fonction le 2 juin et est désavoué par la reine Catherine de Médicis. De plus, dès le 26 juin à la demande de Nantes, il prend plusieurs arrêtés contre les calvinistes et leur interdit de tenir une école publique, de montrer tout signe ostensible de leur religion, de procéder à des baptêmes ou à des enterrements. Attachées à leur foi, les protestants défient ces lois et la situation est nettement tendue à partir d'octobre 1567. Le départ du gouverneur en janvier 1568 pour Paris calme un peu la situation mais la reprise de la guerre et la menace d'un siège sur Nantes ne font ensuite que l'empirer. Martigues ordonna de se préparer, de désarmer les protestants et de leur interdire l'accès à la ville (sauf pour les nobles) et lève, en septembre 1568, dans le cadre de la troisième guerre de Religion, le régiment de Martigues. Cependant, la ville épuisée ne pouvait que difficilement tenir toutes les réquisitions demandées par le gouverneur pour soutenir un siège et le gouverneur menaça ses dirigeants.
Rapidement, les protestants de la ville cherchent à s'échapper pour rejoindre La Rochelle où le prince de Condé et de Coligny réunissent des troupes. Sous la conduite de Dandelot, 3 000 hommes cherchent ainsi à se réunir vers Beaufort-en-Vallée. Martigues, qui n'a que 800 hommes, reçoit l'ordre d'empêcher ce regroupement puis leur traversée de la Loire. Les deux armées se trouvent par surprise à La Daguenière et à Saint-Mathurin où les protestants sont défaits. Les catholiques rejoignirent alors le duc de Montpensier qui laisse les protestants traverser la Loire.
Le duc d'Anjou arrive alors avec des renforts et Sébastien de Luxembourg-Martigues reçoit le commandement de l’avant-garde. Vaincus à Pamproux, les catholiques sont contraints à une retraite où Martigues se distingue et empêche la destruction de l'armée catholique. Le roi de France élève pour lui le comté de Penthièvre en duché-pairie. Après cette défaite, Martigues participe à la victoire catholique de Moncontour où il enfonce deux fois l'avant-garde protestante le 3 octobre 1569. Il trouve la mort quelques jours plus tard à Saint-Jean-d'Angély où il est tué d'un tir d'arquebuse à la tête. Son corps est inhumé dans l'église des Cordeliers à Guingamp.
Jean Le Bigot a rédigé une élégie à son sujet.